# بنجامين دزرائيلي
بينجامين دزرائيلي (بالإنجليزية: Benjamin Disraeli) سياسي بريطاني (21 ديسمبر 1804-19 أبريل 1881). تولى رئاسة الوزارة في بريطانيا مرتين:
- من 27 فبراير إلى 1 ديسمبر 1868.
- من 20 فبراير 1874 إلى 21 أبريل 1880.

بنجامين دزرائيلي Benjamin Disraeli (و.(1881 - 1804 هو لورد بيكونسفيلد السياسي البريطاني، وزعيم حزب المحافظين، ورئيس وزراء بريطانيا.

## نشأته
ولد بنيامين دزرائيلي في لندن لأب يهودي إيطالي، والده المؤرخ إيزاك دزرائيلي، اختلف والده مع الجماعة اليهودية السفاردية في لندن حول مقدار الضرائب المقررة عليه فاعتنق المسيحية عام 1817 م، عندما كان ابنه بنجامين في الثالثة عشر من عمره. فتلقى ابنه نشأة مسيحية إلا أن أصوله اليهودية تركت آثارها على شخصيته وتفكيره خاصة في كتاباته الأدبية، فكتب رواية «تانكرد أو الصليبية الجديدة» والتي وفق فيها بين نزعتيه الرئيسيتين: نزعة تمسكه بجذوره اليهودية من جهة ومطامعه الإمبريالية البريطانية من جهة أخرى، إذ دارت هذه الرواية حول الحلف بين اليهود الراغبين في العودة إلى فلسطين وبين بريطانيا الاستعمارية الراغبة في سيطرتها على تلك المنطقة الهامة من العالم، كما أن كتاباته وتصريحاته كذلك تضمنت إشارات عديدة لمسألة استعادة أرض إسرائيل وتشوقه الدائم لأورشليم التي حارب اليهود من أجلها كثيراً.

## الحياة السياسية

### البرلمان
كان دزرائيلي قد زار منطقة الشرق الأوسط وفلسطين في مطلع شبابه، مما ترك أثراً كبيراً في مواقفه السياسية وأطماعه الاستعمارية. فاتجه دزرائيلي بعدها للاهتمام بالسياسة، وانتخب عضواً في البرلمان عن حزب المحافظين عام 1837، كما أصبح زعيماً لإحدى حركات الشباب الإنجليزية. وفي عام 1852 أصبح رئيساً لمجلس العموم البريطاني. وعين وزيراً للمالية عام 1852 م، رغم جهله في هذا الميدان، وقد فشلت سياسته المالية وكان ذلك سبباً في سقوط الحكومة في العام ذاته، إلا أنه أعيد إلى هذا المنصب بعد ستة أعوام وسقطت الحكومة في العام التالي، ثم عاد ثالثة إلى المنصب نفسه، وأخذ يعمل على إدخال بعض الإصلاحات الانتخابية لتغير صورة حزب المحافظين، وعندا تنحى درابي عن رئاسة الوزارة عام 1868 م، خلفه دزرائيلي، ولكنه سرعان ما اضطر للاستقالة بسبب هزيمة حزبه في الانتخابات العامة. ثم تولي هذا المنصب مرة أخرى (1874 ـ 1880 م).
وخلال حياته كلها لم يغفل دزرائيلي عن تأكيد أصله اليهودي، بل كان يعتقد بأن زيارته للقدس هي التي أوضحت له مقدار التكامل بين المسيحية واليهودية، وضرورة التوفيق بينهما، كما قال عن هذه الزيارة بأنها ساعدته في بلورة كثير من آرائه في السياسة الخارجية ومسألة الاستعمار وأوضاع اليهود. وقد تمكن دزرائيلي بدعم من آل روتشلد الأثرياء اليهود من شراء أسهم الخديوي إسماعيل في شركة قناة السويس، عام 1875 على مسئوليته الشخصية، فكان ذلك إيذاناً بتطورات سياسية خطيرة ولصالح سيطرة بريطانيا على مصر، كما ساعد على حمل البرلمان على إعلان الملكة فيكتوريا إمبراطورة علي الهند. وقد تعرض دزرائيلي لانتقادات عديدة من الأرستقراطية البريطانية بسبب تحديده للسياسة الخارجية البريطانية تجاه الدول المختلفة على ضوء موقف هذه الدول من اليهود، وقد اتضح هذا في موقفه المضاد للروس في الحرب الروسية العثمانية عام 1877 م، نظراً لاعتقاده بأن الخليفة العثماني يظهر قدراً من التسامح مع اليهود، كما أنه أصر في مؤتمر برلين عام 1878 م، على أن تنص قراراته على منح اليهود بعض الحقوق والامتيازات في دول البلقان. يعتبر دزرائيلي أحد أبرز رجال الدولة في القرن التاسع عشر، إلا أن سياسته الخارجية لم تخلُ من الهزائم والتراجعات خاصة في أفغانستان وجنوب أفريقيا، كما أسهمت المواسم الزراعية الرديئة والركود الصناعي في هزيمة حزب المحافظين في الانتخابات العامة عام 1880 م، وتوفي في العام التالي.

### بنتينك والزعامة
لاحت الفرصة أمام بنيامين دزرائيلي في الوقت الذي دار فيه الجدل حول قانون الحبوب عام 1846 في بريطانيا، فقد ألقى سلسلة من الخطب الرائعة، هاجم فيها رئيس وزراء بريطانيا في ذلك الوقت روبرت بيل، وجعل من نفسه زعيما لجماعة الحماية التي كانت تعارض إلغاء قانون الذرة. وكان المجلس يغص بالأعضاء لمجرد سريان إشاعة بأنه سيتكلم. وهكذا فعندما إنفصل أنصار روبرت بيل من حزب المحافظين، وجد دزرائيل نفسه في عام 1846 م الزعيم الفعلي للحزب، بالرغم من أن الزعيمين الرسميين كانا جورج بنتنك في [مجلس العموم]، وإيرل دربي في مجلس اللوردات.
غير ان الحزب الذي كان يسيطر عليه دزرائيلي، لم يعد سوى شبح لما كان عليه في الماضي. كان حزب الأحرار في الحكم، وبدا كأنهم سيظلون به إلى الأبد. كما أن كل الأسماء اللامعة في الحياة السياسية في ذلك الوقت كانت تقف ضدهم. وكان العمل الخارق الذي قام به بنيامين دزرائيلي، أنه وضع سياسة للجماعة الصغيرة التي يتزعمها، وجعل نفسه زعيما لها، وأخيرا أحرز بها الفوز في الإنتخابات العامة، ثم قضى العشرين عاما التالية في تلقين الحزب والبلاد مبادئ «ديموقراطية حزب المحافظين».
وفي روايته سيبل، يتحدث عن أمتين في أمة واحدة، أحداهما غنية والثانية فقيرة. كان ذلك هو الأساس الذي بنى عليه مبادئه. فكان يرى أن السادة أصحاب الأراضي كان لهم حلفاء طبيعيون من الطبقات الفقيرة الكادحة، يقفون معهم ضد عدوهم المشترك أفارد الطبقة المتوسطة من أثرياء الصناعة. كانت لسياسة دزرائيل ثلاث أهداف جوهرية: الإصلاح الاجتماعي لصالح العمال، وملكية شعبية قوة تكون رمزا يتطلعون إليه، وسياسة خارجية حازمة لتكسبهم اعتزازا بوطنهم.

## رئاسة مجلس الوزراء

### الفترة الأولى
ولم يكد يتولى الوزارة في عام [1867]، حتى أصدر قانونا هاما، بقضي بمنح حق الانتخاب لعمال الصناعة. غير أن الناخبين الجدد، كانوا لا يزالون بفضلون الأحرار على الثوريين فخذلوا بنيامين دزرائيل في الانتخابات التالية ولم يتمكن الرجل من أن يضع نظرياته موضع التنفيذ، إلا بعد أن عاد للحكم عام 1874 م، فأخرج الملكة فيكتوريا من عزلتها، ونادى بها إمبراطورة على الهند، وألبسها لباس البطولة الوطنية الذي أصبحت تعرف بها. وقد وطد معها صداقة فريدة من نوعها، فكانت كثيرا ما تزوره، وكان هو الوحيد الذي كانت تسمح له بالجلوس في حضرتها.
وقد أصدر دزرائيل قوانين كثيرة في الفترة ما بين عامي 1874 - 1878، عندما بدأت قواه تضعف، وكانت كلها في صالح الطبقات الدنيا. وقد جعل التعليم إجباريا، وأصلح نظم الإتحادات التجارية، كما أصدر قانون تعزز المصانع، وقانون آخر لتحسين الإسكان، وآخر لحماية رجال البحرية التجارية.
وتطلع دزرائيل للمجد خارج إنجلترا، فاشترى أسهم قناة السويس لحساب الحكومة البريطانية، مثيراً بذلك غضب فرنسا، التي كان يهمها هذا الموضع. غير أن أشد ما كان يشغل اهتمامه، كانت هي المسألة العثمانية. كان دزرائيل آخر الكثيرين من الساسة الإنجليز، الذي كانوا يرون بأن تركيا العثمانية القوية، تعتبر حاجز منيع في وجه الاطماع الروسية.

### الفترة الثانية
وفي عام 1875، ثار الصرب الأرثوذكس من سكان البوسنة والهرسك على الدولة العثمانية. وكانت الإجراءات التي إتخذتها الدولة العثمانية لسحق الثوار، قد أثارت شعورا قويا مضادا لها في البرلمان. ولكن دزرائيلي حاول أن يحتفظ بالرأي العام في جانبها وعبر عن تلك الإجراءات بأنها مجرد ثرثرة مقاهي. ولكن الموقف ظل يزداد تأزما، إلى أن أعلنت روسيا الحرب على تركيا. وكانت معاهدة سان ستيفانو التي أبرمت عام 1877، تمنح روسيا السطيرة على منطقة شاسعة. وهنا شعر دزرائيلي بخطورة الموقف، وطالب بتعديل المعاهدة، ولو أدى ذلك لدخول بريطانيا الحرب. وهنا عقد مؤتمر برلين في عام 1878، وكانت قراراته بمثابة تتوج لحياة حافة، فقد تراجعت روسيا عن موقفها، وعاد بنيامين دزرائيلي إلى إنجلترا، وهو يحمل ما أسماه بالسلام المشرف.
غير أن سوء الحظ أخذ يلازم حكومة دزرائيلي بعد ذلك. وفي عام 1880، فمني بهزيمة منكرة في الانتخابات. ولكن لم يبد أن ذلك قد أثر على دزرائيلي، أو لورد بيكونسفيلد كما أصبح لقبه، فاعتزل الحياة العامة. ثم توفي في العام التالي، وقامت الملكة فيكتوريا بنفسها بوضع إكليل على قبره.

## الحكومة الثانية (1874-1880)
تألف مجلس وزراء حكومة دزرائيلي من اثني عشر وزيرًا، منهم ستة نبلاء وستة من العامة، أصغر مجلس منذ الإصلاح. عمل خمسة من النبلاء في وزارة دزرائيلي في عام 1868؛ أما سادس النبلاء، اللورد ساليسبري، وبالاتفاق والتسوية مع دزرائيلي شغل منصب وزير الدولة في الهند. تقلّد اللورد ستانلي (الذي خلف والده، رئيس الوزراء السابق، بوصفه إيرل دربي) منصب وزير الخارجية وعمل السير ستافورد نورثكوت بوصفه المستشار.
في أغسطس عام 1876، تم ترقية دزرائيلي إلى مجلس النبلاء باعتباره إيرل بيكونسفيلد وقلب فيكونت هوغندن. سارعت الملكة إلى اقتراح ترقية دزرائيلي في 1868؛ إلا أنه رفض. وجددت العرض في 1874، وتزامن ذلك مع إصابته بالمرض أثناء إقامته في قلعة بالمورال، لكنه كان مترددًا بشأن التحول إلى بيئة لا خبرة له فيها. ونظرًا لبقائه في قبضة المرض خلال فترة رئاسته الثانية، فكر دزرائيلي بالاستقالة، إلا أن الملازم ديربي اعترض على هذه الفكرة، إذ شعر أنه لا يستطيع إدارة شؤون الملكة. بالنسبة لدزرائيلي، كان الانتماء لمجلس النبلاء، وهو الخيار الأقل تطرفًا، بديلًا عن استقالته من منصبه. وفي 11 أغسطس وقبل خمسة أيام من نهاية دورة البرلمان لعام 1876، شوهد دزرائيلي وهو يتجول في القاعة قبل التحول من العامة إلى النبلاء. أذاعت الصحف خبر ترقيته صباح اليوم التالي.
بالإضافة إلى منح ماري آن دزرائيلي لقب الفيكونت، كان من المقرر منح لقب إيرل بيكونسفيلد لإدموند بورك عام 1797، إلا أن المنية وافته دونه. ويبرز اسم بيكونسفيلد، القرية المجاورة لمنطقة هوغندن، في رواية فيفان غري. أدلى دزرائيلي بتصريحات مختلفة حول ترقيته، إذ ذكر في خطاب وجهه إلى الليدي سيلينا، ليدي برادفورد في 8 أغسطس عام 1876، قال: «لقد سئمت للغاية من ذلك المقام [العوام]»؛ لكن بإجابته على سؤال أحد الأصدقاء عن رأيه في رتب النبلاء قال:«أنا شخصٌ ميت؛ ميت يجول حقول إليسيان».

## السياسة المحلية

### إعادة صياغة التشريعات
تحت إشراف وزير الداخلية آر.إي.كروس، سنّت حكومة دزرائيلي الجديدة العديد من الإصلاحات، بما في ذلك قانون تحسين مساكن الحرفيين والعمال لعام 1875، الذي وفر 183 قرضًا للبلدات والمدن لبناء مساكن للطبقة العاملة. كما سن قانون الصحة العامة لعام 1875، بهدف تحديث القوانين الصحية على امتداد الدولة، بالإضافة إلى قانون بيع الأغذية والعقاقير (1875) وقانون التعليم (1876).
كما شرّعت حكومة دزرائيلي قانونًا جديدًا للمصانع يهدف إلى حماية العمال، وقانون التعاقد وحماية الملكية لعام 1875، الذي شرع الاحتجاجات السلمية، وقانون أرباب العمل والعمال (1875) لتمكين العمال من مقاضاة أرباب العمل في المحاكم المدنية في حال فسخ العقود القانونية. ونتيجة لإرساء هذه الإصلاحات الاجتماعية صرح عضو البرلمان الليبرالي العمالي ألكسندر ماكدونالد لناخبيه في 1879 أن «حزب المحافظين قدم للطبقات العاملة في خمس سنوات أكثر مما تمكن الليبراليون من تقديمه منذ خمسين عام».

### الرعاية وإصلاح نظام الخدمة المدنية
تولى غلادستون في عام 1870 تنفيذ أحد أوامر المجلس، بإدخال الاختبار الدراسي في منظومة الخدمات المدنية، مما قلل من الاعتبارات السياسية المتوخاة في المناصب الحكومية. لكن دزرائيلي لم يوافق على ذلك، ولم يبدو عازمًا على تغيير النظام القائم، إذ لم تعكس أفعاله نواياه الحقة. فعلى سبيل المثال، أعاد دزرائيلي تعيين بعض المناصب وفق اعتبارات سياسية علمًا أنه سبق منح هذه الوظائف لموظفي الخدمة المدنية. وحظيت هذه الخطوة بدعم الحزب، الطامع بالمناصب والمكافآت بعد انقطاع قرابة ثلاثين عامًا عن المناصب الحكومية الرفيعة. حيث منح دزرائيلي هذه المناصب لقادة المحافظين المتشددين، حتى في ظل غضب غلادستون. ورغم ذلك، لم يتمتع دزرائيلي بالكثير من المقربين (22 شخصًا من ضمنهم أحد أبناء الملكة فيكتوريا) مقارنة بالقائد الليبرالي غلادستون ــ الذي قرب منه 37 شخصًا خلال فترة ولايته التي استمرت قرابة خمس سنوات.
واستمرارًا لنهجه المتبع بإشغال المناصب الحكومية، قام دزرائيلي بتعيين أصدقائه القدامى بالمناصب المكتبية، ومنهم سيدني تيرنر، أحد الأصدقاء المقربين من إسحاق دزرائيلي، الذي شغل منصب عميد ريبون. وقال انه يفضل رجال الدين الكنيسة المنخفضة في الترقية، وكره الحركات الأخرى في الانغليكانية لأسباب سياسية. في هذا، خرج على خلاف مع الملكة، التي من الولاء لزوجها الراحل، ألبرت (الأمير الزوج)، الأمير كونسورت، فضل تعاليم الكنيسة العريضة. وقد تم تعيين واحد مثير للجدل قبل وقت قصير من انتخابات عام 1868. وعندما أصبح منصب رئيس أساقفة كانتربيري شاغرًا، وافق دزرائيلي على مضض على المرشح المفضل للملكة، أرشيبالد تايت، أسقف لندن. لملء رؤية تايت الشاغرة، تم حث دزرائيلي من قبل العديد من الناس على تعيين صامويل ويلبرفورس، أسقف وينشستر السابق والشخصية الرائدة في مجتمع لندن. دزرائيلي كره ويلبرفورس وعيّن بدلًا من ذلك جون جاكسون، أسقف لينكولن. اقترح بليك أن هذه التعيينات قد كلّفت دزرائيلي أصواتًا أكثر مما كسبه.

## السياسة الخارجية
لطالما اعتبر دزرائيلي الشؤون الخارجية أكثر أجزاء الحنكة السياسية أهمية. ومع ذلك، يشك كاتبه روبرت بليك بأنه كان لديه أفكار محددة حول السياسة الخارجية عندما تولى منصبه في عام 1874. ونادرًا ما سافر إلى الخارج؛ ومنذ جولته الشبابية في الشرق الأوسط في الفترة 1830-1831، لم يغادر بريطانيا إلا في شهر العسل وثلاث زيارات إلى باريس، كان آخرها عام 1856. انتقد أيضًا غلادستون بسبب سياسة خارجية لا تقم بأي شيء، فقد فكر على الأرجح في الإجراءات التي من شأنها أن تعيد تأكيد مكانة بريطانيا في أوروبا. منحه رئيس الوزراء الموجز، والسنة الأولى من ولايته الثانية، فرصة ضئيلة لإظهار بصمته في الشؤون الخارجية.

## الامبريالية
ديزرائيلي كان شديد الحماس لمد الامبراطورية البريطانية إلى الشرق الأوسط ووسط آسيا. وبالرغم من معارضة حكومته، وبدون موافقة البرلمان، حصل على قرض قصير المدى من ليونل دي روتشيلد لكي يشتري 44% من أسهم شركة قناة السويس.

## أعماله الأدبية وغير الأدبية

### الروايات
1. Vivian Grey (1826; Vivian Grey, available at Project Gutenberg.)
2. Popanilla (1828; Popanilla, available at Project Gutenberg.)
3. The Young Duke (1831)
4. Contarini Fleming (1832)
5. حكاية الروحي العجيبة (1833)
6. The Infernal Marriage (1834)
7. Ixion in Heaven (1834)
8. The Revolutionary Epick (1834)
9. The Rise of Iskander (1834; The Rise of Iskander, available at Project Gutenberg.)
10. Henrietta Temple (1837)
11. Venetia (1837; Venetia, available at Project Gutenberg.)
12. The Tragedy of Count Alarcos (1839); The Tragedy of Count Alarcos, available at Project Gutenberg.)
13. Coningsby, or the New Generation (1844; Coningsby, available at Project Gutenberg.)
14. Sybil, or The Two Nations (1845; Sybil or, The Two Nations, available at Project Gutenberg.)
15. تانكرد: الحملة الصليبية الجديدة (1847)
16. Lothair (1870; Lothair, available at Project Gutenberg.)
17. Endymion (1880; Endymion, available at Project Gutenberg.)
18. Falconet (book) (unfinished 1881)

### الأعمال غير الروائية
1. An Inquiry into the Plans, Progress, and Policy of the American Mining Companies (1825)
2. Lawyers and Legislators: or, Notes, on the American Mining Companies (1825)
3. The present state of Mexico (1825)
4. England and France, or a Cure for the Ministerial Gallomania (1832)
5. What Is He? (1833)
6. The Letters of Runnymede (1836)
7. Lord George Bentinck (1852

## روابط خارجية
- بينجامين دزرائيلي على موقع الموسوعة البريطانية (الإنجليزية)
- بينجامين دزرائيلي على موقع إن إن دي بي (الإنجليزية)